# Janusz Grzegorzak
Janusz Stanisław Grzegorzak (ur. 24 marca 1932 w Wylewie, zm. 20 czerwca 2021 w Katowicach) – polski architekt.

## Życiorys
Absolwent II Państwowego Gimnazjum i Liceum Męskiego w Zabrzu. W latach 1950–1954 studiował na Wydziale Inżynieryjno-Budowlanym Politechniki Śląskiej w Gliwicach zdobywając tytuł inżyniera. Kolejne lata 1954–1956 studiował na Politechnice Wrocławskiej na Wydziale Architektury uzyskując tytuł magistra. Dwadzieścia lat później ukończył studia podyplomowe na Wydziale Architektury Politechniki Warszawskiej. Etapów poszerzania wiedzy i zdobywania uprawnień czy tytułów miał kilka: uprawnienia budowlane w 1963 roku, rzeczoznawca w 1976 roku, prawa architekta twórcy w 1981 roku, rzeczoznawca budowlany w 2001 roku. Pracę zawodową rozpoczął jako asystent projektanta w biurze Miastoprojekt w Katowicach, gdzie pracował w latach 1956–1958. Jako projektant i starszy projektant pracował w Wojewódzkim Biurze Projektów w Zabrzu w latach 1958–67. Był wieloletnim pracownikiem w Centralnym Ośrodku Studiów, Projektów i Realizacji Inwestprojekt w Katowicach, w latach 1967–1990 jako starszy projektant, kierownik zespołu, kierownik pracowni. Dalej po przekształceniu w Spółdzielni Pracy Inwestprojekt w Katowicach, w latach 1990–1993 jako starszy projektant, zastępca prezesa do spraw technicznych, przewodniczący Rady Nadzorczej. Spoczywa na cmentarzu parafii pw. św. Anny w Zabrzu.

## Praca społeczna
Członek Związku Harcerstwa Polskiego w latach 1946–1950, doszedł do stopnia ćwika. Rozpoczął w II Drużynie Harcerzy im. Zawiszy Czarnego w Zabrzu, a od 1948 roku do rozwiązania drużyny był w III Drużynie Harcerzy im. Tadeusza Kościuszki w Zabrzu. Od 1956 roku działacz Stowarzyszenia Architektów Polskich (SARP, przewodniczący Koła, członek Zarządu Oddziału w Katowicach, sędzia w konkursach architektonicznych, przewodniczący Oddziału Sądu Koleżeńskiego, przewodniczący Oddziału Komisji Rewizyjnej). Od 2002 roku zaangażowany w pracę na rzecz środowiska zawodowego członek Śląskiej Okręgowej Izby Architektów RP (sekretarz Okręgowego Sądu Dyscyplinarnego SLOIA RP 2002–2010), Członek Stowarzyszenia Wychowanków Politechniki Śląskiej, Oddział Budownictwa. Od 1982 roku członek Wojewódzkiej Komisji Urbanistyki i Architektury w Katowicach. Członek Stowarzyszenia Miłośników Dawnej Broni i Barwy.

## Ważniejsze projekty i realizacje
Na podstawie opracowania Stefana Mercika; w nawiasach współautorzy projektów:
1. Konkurs zamknięty SARP nr 408 – śródmieście Zabrza 1968 (mgr inż. arch. B. Jabłoński, mgr inż. arch. L. Wójcikowski, mgr inż. A. Kubiczek) – wyróżnienie
2. Zespół pawilonów handlowych w Zabrzu 1960 (mgr inż. R. Mokrosz) – zrealizowano
3. Przebudowa dawnego kasyna huty Donnersmarck na „Teatr Nowy” w Zabrzu 1964 (mgr inż. arch. B. Jabłoński) – zrealizowano
4. Technikum Gastronomiczne w Zabrzu 1968 (mgr inż. arch. L. Wójcikowski) – zrealizowano
5. Osiedle „Różanka” w Chorzowie (2000 mieszkańców) 1969 – zrealizowano
6. Konkurs SARP nr 444 – centrum dzielnicy „Bałuty” w Łodzi 1970 (mgr inż. arch. A. Horodecki) – wyróżnienie
7. Konkurs zamknięty SARP – osiedle „Pułaskiego” w Rzeszowie (3000 mieszkańców) 1968 (mgr inż. J. Greń) – nagroda, zrealizowano
8. Konkurs zamknięty SARP – osiedle „XXX-lecia” w Wodzisławiu Śląskim (8000 mieszkańców) 1969 (mgr inż. arch. A. Horodecki, mgr inż. arch. R. Skotnicki) – nagroda, zrealizowano
9. Konkurs dwuetapowy SARP nr 454 – przebudowa centrum Katowic 1971 (mgr inż. arch. A. Horodecki, mgr inż. arch. R. Skotnicki, mgr inż. B. Grzegorzak) – pierwsza nagroda równorzędna
10. Konkurs zamknięty SARP nr 520 – przebudowa centrum Rzeszowa (mgr inż. arch. A. Horodecki, mgr inż. arch. R. Skotnicki) – III nagroda
11. Konkurs SARP nr 540 – osiedle przyszłości w Bełchatowie 1974 (mgr inż. arch. J. Rak) – wyróżnienie specjalne
12. Konkurs SARP nr 561 – śródmieście Leska 1975 (mgr inż. arch. A. Heine-Mniszek, mgr inż. arch. A. Trybuś) – I nagroda
13. Konkurs SARP nr 575 – plan szczegółowy Bolesłałowa na tle Śnieżnika 1975 – wyróżnienie
14. Konkurs zamknięty SARP – osiedle „Witosa” w Katowicach (13000 mieszkańców) 1974 (mgr inż. arch. M. Olas, mgr inż. arch. J. Rak, mgr inż. arch. A. Trybuś) – nagroda, zrealizowano oprócz centrum handlowo-usługowego
15. Kościół pw. Podwyższenia Krzyża Świętego i Świętego Herberta w Katowicach, osiedle Witosa 1986 (mgr inż. arch. J. Rak, mgr inż. T. Szczęsny) – zrealizowano
16. Konkurs zamknięty SARP – dzielnica „Opole – Wschód” (później „ZWM”, obecnie Osiedle Armii Krajowej) (30000 mieszkańców) 1972 (mgr inż. arch. M. Olas, mgr inż. arch. J. Rak) – nagroda, zrealizowano oprócz centrum handlowo-usługowego w miejsce którego usytuowano hipermarket REAL
17. Konkurs zamknięty SARP – osiedle „Łęknica” w Dąbrowie Górniczej (16000 mieszkańców) 1976 (mgr inż. arch. A. Heine-Mniszek, mgr inż. arch. A. Trybuś) – nagroda, częściowo zrealizowano
18. Szkoła Podstawowa nr 5 (dla 2160 dzieci) – osiedle Armii Krajowej (dawniej ZWM) w Opolu, 1980 (mgr inż. arch. J. Rak, mgr inż. P. Wyspiański) – nagrody: Mister Architektury Województwa Opolskiego, Nagroda Roku 1985 SARP, Nagroda II stopnia MBGPiK – zrealizowano
19. Garaż wielopoziomowy 300 stanowisk, osiedle Armii Krajowej (dawniej ZWM) w Opolu (mgr inż. P. Wyspiański) – zrealizowano
20. Szkoła Podstawowa nr 29 (dla 1200 dzieci) – osiedle Armii Krajowej (dawniej ZWM) w Opolu 1991 (mgr inż. P. Wyspiański) – wyróżnienie Urzędu Kultury i Turystyki – zrealizowano
21. Konkurs SARP nr 654 – osiedle „Lubostron” w Krakowie 1983 (mgr inż. arch. R. Nawałka, mgr inż. arch. J. Pudło, mgr inż. arch. J. Siemaszko) – wyróżnienie
22. Konkurs zamknięty C.Z.S.B.M. – przebudowa śródmieścia Sanoka 1978 (mgr inż. arch. J. Rak, mgr inż. arch. J. Skrzypek) – nagroda
23. Konkurs studialny SARP nr 667 – modernizacja układu komunikacyjnego śródmieścia Katowic 1981 (mgr inż. B. Grzegorzak) – wyróżnienie
24. Konkurs SARP nr 669 – osiedle „Witeradów” w Olkuszu 1982 (mgr inż. arch. S. Smolarski) – III nagroda
25. Konkurs zamknięty SARP – osiedle „Wolności – Zachód” w Zabrzu 1975 – nagroda, częściowo zrealizowano
26. Szkoła Muzyczna w Rudzie Śląskiej 1987 – brak kontynuacji przez inwestora
27. Konkurs zamknięty SARP – KBM nr 14 w Żorach (mgr inż. arch. A. Heine, mgr inż. arch. A. Trybuś) – nagroda, brak kontynuacji przez inwestora
28. Zakład przyrodo-leczniczy w Piatigorsku, ZSRR 1988 – prace nad dokumentacją trwały dwa lata. Zatwierdzenie czegokolwiek na tym terenie – uciążliwe. Wreszcie rozpoczęto budowę, ale niespodziewanie M. Gorbaczow ogłosił „pierestrojkę”, obciął fundusze na inwestycje i do dziś rośnie tu trawa.
29. Przebudowa zamku w Toszku 1997 – brak kontynuacji przez inwestora
30. Dom opieki „Złota Jesień” w Katowicach 2002 (mgr inż. arch. W. Kozioł) – brak kontynuacji przez inwestora

## Odznaczenia i nagrody
- 1972 – srebrna odznaka „Zasłużony w rozwoju województwa katowickiego”
- 1974 – Brązowy Krzyż Zasługi
- 1976 – medal „za osiągnięcia w dziedzinie architektury”
- 1977 – odznaka „Zasłużony Opolszczyźnie”
- 1979 – Złoty Krzyż Zasługi
- 1979 – złota honorowa odznaka C.Z.S.B.M.
- 1981 – prawa twórcy nadane przez Ministra Kultury i Sztuki
- 1981 – odznaka „Zasłużony działacz ruchu spółdzielczego”
- 1984 – złota odznaka „Zasłużony w rozwoju województwa katowickiego”
- 1985 – złota odznaka honorowa „Zasłużony dla Budownictwa i Przemysłu Materiałów Budowlanych”
- 1985 – nagroda roku 1985 SARP „za zespół oświatowy w Opolu”
- 1985 – mister architektury województwa opolskiego
- 1986 – nagroda II stopnia Ministra Budownictwa, Gospodarki Przestrzennej i Komunikacji „za projekt i realizację zespołu oświatowego w Opolu”
- 2010 – honorowa odznaka Izby Architektów RP – I stopnia